# Nuncjatura apostolska

Herb Watykanu

Nuncjatura apostolska – siedziba przedstawicielstwa (ambasada) Stolicy Apostolskiej reprezentująca w osobie nuncjusza interesy tego podmiotu. 
Zakres obowiązków nuncjusza określają:
- działalność dyplomatyczna i reprezentacja Biskupa Rzymskiego w danym regionie kościelnym: Kodeks prawa kanonicznego z 1983. Do czasu promulgacji KPK 1983 obowiązywały bardzo podobne przepisy zawarte w Kodeksie prawa kanonicznego z 1917.
- reprezentacja interesów Kościoła i Stolicy Apostolskiej, zakres praw i obowiązków, sposób akredytacji, sposób funkcjonowania kościelnej placówki dyplomatycznej: konwencja Wiedeńska o stosunkach dyplomatycznych (Dz.U. z 1965 r. nr 37, poz. 232) z dnia 18 kwietnia 1961 ratyfikowana przez Polską Rzeczpospolitą Ludową 26 lutego 1965).